# Бад-Лібенштайн
Бад-Лібенштайн (нім. Bad Liebenstein) — місто в Німеччині, розташоване в землі Тюрингія. Входить до складу району Вартбург.
Площа — 48,81 км2. Населення становить 7735 ос. (станом на 31 грудня 2021).